# Негри, Паола Антониа
Паола Антония Негри (итал. Paola Antonia Negri; имя при рождении Вирджиния; 1508, Кастелланца — 4 апреля 1555, Милан) — итальянская религиозная деятельница, монахиня, основательница и член конгрегации Ангельских сестёр святого Павла, противница инквизиции.
Родилась в семье школьного учителя, воспитавшего трёх своих дочерей в строгом религиозном духе. Никакого специального образования не получила, но выучилась читать и писать. В 1520 году семья по делам отца переехала в Милан, где жила неподалёку от монастыря августинцев. Примерно с 1522 года начала готовиться к постригу в монахини, но формально приняла его только 27 февраля 1536 года, взяв имя Паола Антония. Уже 4 октября того же года ей была основана конгрегация «ангелинок», носивших вуаль, верёвку на шее и распятие в руках, ходивших по улицам и помогавших в больницах и приютах. Сама жила строгой и аскетичной жизнью, часто намеренно не спала много дней, проводя ночи в молитвах. 2 июля 1537 года Негри вместе с несколькими монахинями отправилась в Венецию по приглашению местного кардинала, впоследствии неоднократно ездила туда из Милана. В 1542 году продолжила работу в Вероне, а несколько лет спустя начала организовывать общины ангелинок в других местностях Италии, при этом часто пешком переходила из города в город.
Ухаживая за больными, Негри проповедовала покаяние и чистоту нравов и была противницей жестокостей инквизиции, и её деятельность в конце концов привлекла негативное внимание в высших кругах духовенства. Заключённая в монастырь по обвинению в ясновидении, она была освобождена лишь через три года. Написала шестьдесят два «Духовных письма» (Венеция, 1547).